# Xã Warsaw, Quận Hancock, Illinois
Xã Warsaw (tiếng Anh: Warsaw Township) là một xã thuộc quận Hancock, tiểu bang Illinois, Hoa Kỳ. Năm 2010, dân số của xã này là 1.607 người.